# شکارچی جنسی

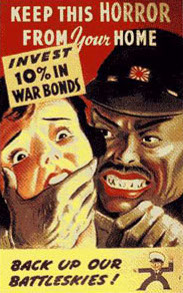

شکارچی جنسی (به انگلیسی: sexual predator) به شخصی گفته می‌شود که به صورت استعاری «غارتگرانه» یا توهین آمیز با فرد دیگری تماس جنسی برقرار می‌کند یا تلاش می‌کند با او تماس جنسی برقرار کند. مانند این که یک شکارچی طعمه خود را شکار می‌کند، بنابراین تصور می‌شود که شکارچی جنسی برای شرکای جنسی خود «شکار» می‌کند. افرادی که مرتکب جنایات جنسی، مانند تجاوز جنسی یا سوء استفاده جنسی از کودکان می‌شوند، معمولاً به عنوان شکارچیان جنسی شناخته می‌شوند.

## تعاریف و تمایز

### ریشه‌شناسی و کاربرد
مدیر اف‌بی‌آی جی. ادگار هوور به عنوان اولین شخصی که از این عبارت در دهه ۱۹۲۰ استفاده کرده شناخته می‌شود. این اصطلاح در دهه ۱۹۹۰ توسط Andrew Vachss و 48 Hours رایج شد. این کلمه در روزنامه‌های سال ۱۹۸۵ و ۱۹۸۶ اصلاً یافت نمی‌شود، اما در سال ۱۹۹۲، ۳۲۱ بار، در سال ۱۹۹۴، ۸۶۵ بار، و در سال ۱۹۹۵، ۹۲۴ بار آمده‌است. برخی از ایالت‌های ایالات متحده برای مجرمانی که به عنوان شکارچیان خشونت‌آمیز جنسی تعیین شده‌اند، وضعیت ویژه ای دارند، که به این مجرمان اجازه می‌دهد تا در صورتی که خطری برای عموم تلقی شوند، پس از اتمام محکومیتشان در زندان نگهداری شوند. آنها همچنین می‌توانند در لیست مجرمان جنسی قرار گیرند که برای همه در اینترنت قابل مشاهده است.
جامعه BDSM اغلب از «شارتگر» به عنوان اصطلاحی برای کسی استفاده می‌کند که به دنبال تسلط و تسلیم شرکای جدید در سبک زندگی است. این شرکا به جای تشویق آنها به رشد و یادگیری خود در مورد این فرهنگ، از افراد مطیع یا مسلط به شیوه ای استفاده می‌کنند که با نیازهای شخصی آنها مطابقت داشته باشد. در همین حلقه و در دایره‌های وسیع تر، شکارچیانی نیز وجود دارند که صرفاً شکارچیانی هستند که به دنبال نوع خاصی از شخصیت، گروه سنی، فتیش یا سبک بازی هستند. آنها اغلب خود را شکارچی می‌دانند و از بازی شکارچی/شکار لذت می‌برند.

### تمایز از مجرمین جنسی
اصطلاح «شکارچی جنسی» اغلب متمایز از «مجرم جنسی» در نظر گرفته می‌شود. به عنوان مثال، بسیاری از ایالت‌های ایالات متحده بین این دسته‌بندی‌ها تمایز قانونی قائل می‌شوند و «مجرم جنسی» را به عنوان فردی که مرتکب جرم جنسی شده‌است، تعریف می‌کنند. اصطلاح «شکارچی جنسی» اغلب برای اشاره به شخصی استفاده می‌شود که معمولاً به دنبال موقعیت‌های جنسی استثمارگرانه است. با این حال، در برخی از ایالت‌های ایالات متحده، اصطلاح «شکارچی جنسی» به هر کسی که به جرم خاصی محکوم شده‌است صرف نظر از وجود یا عدم وجود سابقه رفتار مشابه گفته می‌شود. به عنوان مثال، در ایالت ایلینویز، شخصی که به هر جنایت جنسی علیه یک خردسال محکوم می‌شود، بدون توجه به ماهیت جرم (خشونت در مقابل قانونی، یا ارتکاب علیه یک کودک خردسال در مقابل یک نوجوان)، شکارچی جنسی تعیین می‌شود. این موضوع موجب انتقاداتی شده‌است که از این اصطلاح استفاده نادرست یا بیش از حد استفاده می‌شود و بنابراین معنی و کارایی اصلی خود را از دست داده‌است.